# Октябрьский рынок (Новосибирск)
Октябрьский рынок — рынок в Октябрьском районе Новосибирска. Расположен на пересечении Гурьевской и Ленинградской улиц возле аффинажного завода. Главный фасад обращён к улице Гурьевской.

## История
Проектирование и строительство рынка началось после решения Новосибирского горисполкома от 24 октября 1962 года.
В 1969 году возведён корпус рынка площадью 3400 м², в 1970 году он был сдан в эксплуатацию.
До 1987 года Октябрьский рынок был на балансе управления торговли города, после чего стал торгово-закупочным предприятием Новосибирского Облпотребсоюза, в 2001 году реорганизован в акционерное общество.

## Описание
Корпус рынка рассчитан на 1520 торговых мест.
Прямоугольное здание перекрывают сегментные фермы, во внутренней отделке здания применён алюминиевый профиль.
Торцевые стены и колонны облицованы коричневым мрамором, боковые и главные фасады — лицевым красным кирпичом.
Проектировщик — новосибирский институт «Гипроторг» (главный инженер — В. М. Якушин), подрядчик — «Главновосибирскстрой».

## Финансовые показатели
Товарооборот рынка в 2001 году составил приблизительно 13 млн рублей.